# MP 73
МР 73 — вагоны парижского и марсельского метрополитена эксплуатирующиеся с 1974 года на линиях 6 и 11. Были созданы для замены устаревших МР 59. Первоначально должны были также эксплуатироваться на линии 4. По состоянию на 30 декабря 2011 года работает 46 из 50 построенных составов (45 на линии 6 и 1 на линии 11). Является поездом на шинном ходу.
Также существуют модификации NS 74 для метрополитена Сантяго и МР 82 для метрополитена Мехико.